# سوز (شعر)
سوز (بالفارسية والأردية : سوز) هو الاسم الذي يُطلق على قصيدة رثائية كُتبت لإحياء ذكرى الحسين بن علي وعائلته ورفاقه في معركة كربلاء. في شكلها، تتشابه السوز وقصيدة السلام والمرثية، حيث يتكون كل منها من رباعية مقفاة وبيت شعر على قافية مختلفة. وقد وجد هذا النموذج تربة ملائمة بشكل خاص في لكناو (مدينة في شمال الهند)، ويرجع ذلك أساسًا إلى أنها كانت مركزًا للمجتمع الشيعي المسلم، الذي اعتبرها عملًا من أعمال التقوى في رثاء شهداء معركة كربلاء. وصل هذا الشكل إلى ذروته في كتابات مير بابار علي أنيس. تتم كتابة السواز لإحياء ذكرى شرف أهل البيت، والإمام الحسين، ومعركة كربلاء. يمكن تسمية الأجزاء الفرعية من المرثية باسم النوحة والسُّز ، والتي تعني الرثاء وحرق القلب على التوالي.
الأشخاص الذين يتلون السوز يُعرفون باسم السوزخوان.

## طالع أيضًا
- سيد علي أوسات الزيدي [الإنجليزية]
، سوزخوان بارز في اللغة الأردية
- مرثية
- نوحة
- روضة خواني

## روابط خارجية
- السوازخواني للأستاذ سبتي جعفر الزيدي
- سواز بقلم سبته جعفر نسخة محفوظة 4 يونيو 2018 على موقع واي باك مشين.
- سوازخواني لسيد علي أوسات الزيدي
- سوازخواني بقلم عظيم المحسن
- السوازخواني لسيد حسن عابد جفري
- السوازخواني لسيد عابد حسين (هاتف الواري)
- سوازخواني بقلم محمد علي نقفي